# Rue des Chantres

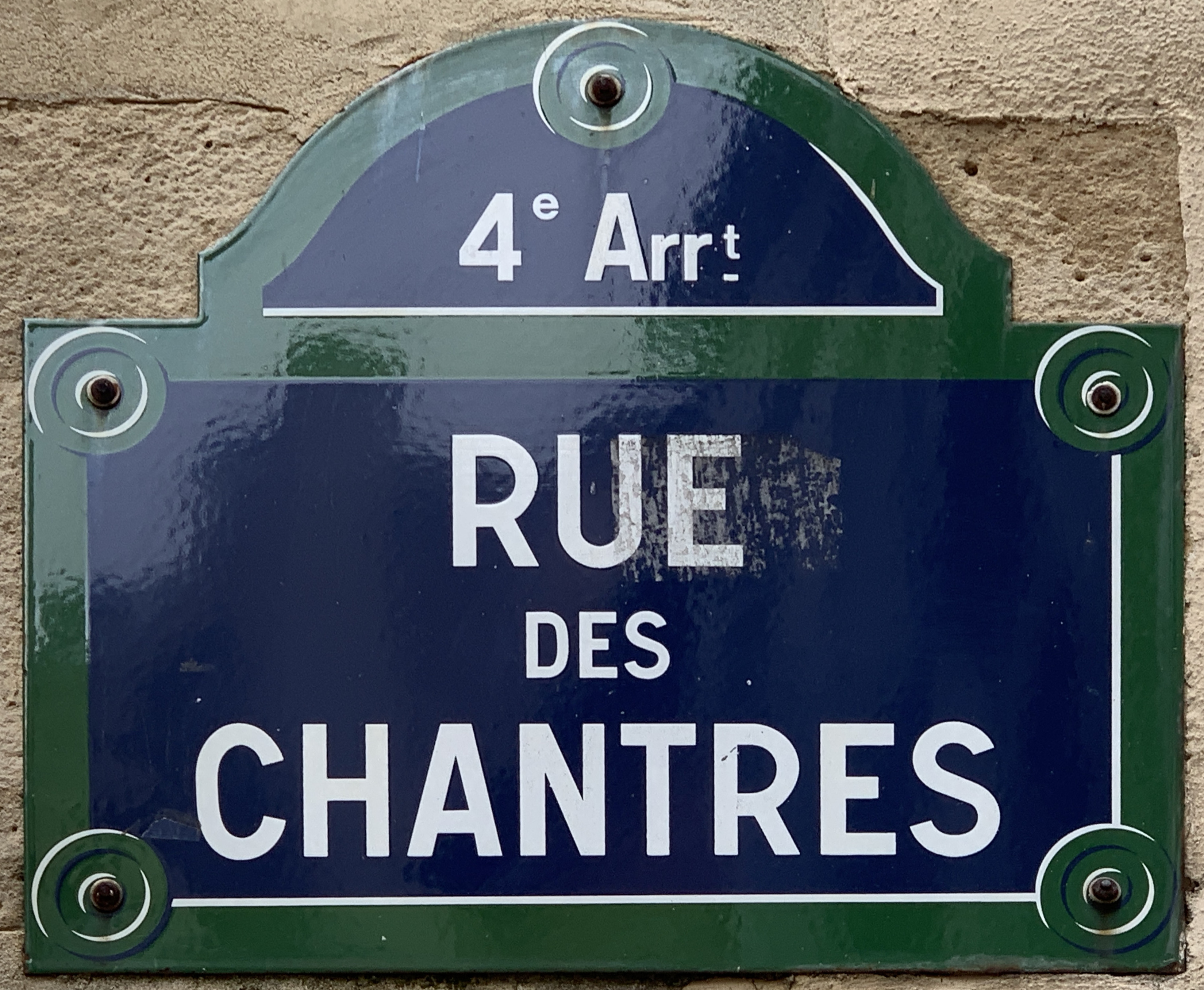

A Rue des Chantres Párizs egyik keskeny, középkori eredetű utcája a 4. kerületben.

## Története
Az utca a francia főváros egyik legrégebbi negyedében, a Cité-szigetén található. Északkeleti vége a Rue des Ursins utcába fut, néhány méterre a Szajnától, míg délnyugati vége a Rue Chanoinesébe torkollik. Ez a rész mintegy 25-30 méterre fekszik a Notre-Dame-székesegyháztól. Nevét – Kántorok utcája – ez utóbbi énekeseiről kapta, akik egykoron az utcában laktak.
Első írásos említése 1540-ből származik. Az utca a Notre-Dame kolostorai között húzódott, ezek ma már nem léteznek. Nagy valószínűséggel az utca valamelyik kolostorának lakója volt  Fulbert kanonok, Héloïse nagybátyja. Mivel a keskeny utca egyházi birtokban volt, ezért elkerülte a Georges Eugène Haussmann féle nagy városátalakítást a 19. században. Az 1910-es nagy árvíz az utcát is elöntötte.